# 新潟県道464号新潟港沼垂線
新潟県道464号新潟港沼垂線（にいがたけんどう464ごう にいがたこうぬったりせん）は、新潟県新潟市中央区内の一般県道である。

## 概要

### 路線データ
- 起点：新潟市中央区竜が島（新潟港西港区・中央埠頭）
- 終点：新潟市中央区沼垂東二丁目（栗ノ木橋交差点＝国道7号交点、国道49号・国道459号起点）

## 路線状況

### バイパス
- 栗ノ木バイパス

### 通称
- 東港線（中央埠頭前交差点 - 万国橋交差点）
- 栗ノ木バイパス（万国橋交差点 - 栗ノ木橋交差点）

## 地理

### 通過する自治体
- 新潟県
新潟市（中央区）

### 交差する道路
- 新潟市中央区
  - 国道7号（8号、49号等含む）＜明石通・栗ノ木バイパス＞（栗ノ木橋交差点）
  - 国道113号＜東港線・東港線バイパス＞（万国橋交差点）